# Río Ariège
El río Ariège (en catalán: Arieja; en occitano, Arièja) es un río de Andorra y Francia, afluente por la derecha del Garona, en el que desemboca cerca de Portet-sur-Garonne (Alto Garona). Nace a unos 2.150 m sobre el nivel del mar, en el lago de Font-Nègre (en catalán: Fontnegra), en los Pirineos, en el departamento de Pirineos Orientales. Tiene una longitud de 163,5 km y una cuenca de 4120 km².
A poco de su nacimiento marca la frontera entre Andorra y Francia, tras lo cual pasa al departamento de su nombre, que atraviesa de sur a norte. Después entra en Alto Garona, donde desemboca en el río homónimo. Las poblaciones más importantes de su curso son Ax-les-Thermes, Foix y Pamiers. Alcanza su máximo caudal con la fusión de las nieves.